# أليسا أوفييدو
أليسا أوفييدو (18 أغسطس 1999 في الولايات المتحدة - ) هي لاعبة كرة قدم دومينيكية في مركز الهجوم.

## وصلات خارجية
- أليسا أوفييدو على موقع قاعدة بيانات كرة القدم.إي يو (الإنجليزية)